# Ronnie Brunswijk
Ronnie Brunswijk (Marowijne, 7 de março de 1961) é um político, futebolista, empresário e ex-líder guerrilheiro de oposição ao regime de Dési Bouterse. Ele é o líder fundador do Partido Popular do Progresso e serviu como vice-presidente do Suriname de 16 de julho de 2020 até 16 de julho de 2025.

## Biografia
Ronnie Brunswijk nasceu na pequena cidade de Moengotapoe, no distrito de Marowijne, Suriname, 7 de março de 1961. Ronnie Brunswijk ingressou no Exército Nacional do Suriname aos 18 anos. Ele era considerado um bom soldado e foi enviado a Cuba para treinamento de comando. Após terminar seu treinamento, foi nomeado guarda-costas pessoal de Dési Bouterse. Durante uma visita de estado a Nickerie, um tiro foi disparado. Brunswijk imediatamente correu para proteger o presidente. Mais tarde, descobriu-se que um soldado da guarda honorária havia disparado sua arma por acidente. Em 1984, Brunswijk pediu um aumento, mas foi dispensado em 16 de abril, e recusou o pagamento atrasado do Major Paul Bhagwandas.
A Guerra Interior do Suriname começou em  Stolkertsijver  em 22 de julho de 1986 por volta das 03:00. 12 soldados que guardavam o posto de controle foram capturados pelo Jungle Commando chefiado por Brunswijk. Em 1986, Brunswijk foi condenado à revelia por um assalto a banco em Moengo  em 26 de abril. O referido assalto a banco, um crime não violento, rendeu a Ronnie Brunswijk o título de "Robin Hood do Suriname" devido à sua liberação de fundos roubados de instituições mantidas pelo governo que foram devolvidos ao povo. Durante a guerra, o Jungle Commando recebeu armas e financiamento da Holanda, e o coronel holandês Bas van Tussenbroek foi transferido para a Guiana Francesa  para transferir fundos, e servir como conselheiro militar.

### Massacre de Moiwana
Em 29 de novembro de 1986, o  exército do Suriname  se vingou atacando a aldeia natal de Brunswijk,  Moiwana, onde assassinaram pelo menos 39 aldeões, a maioria mulheres e crianças. Eles incendiaram a casa de Brunswijk e destruíram a aldeia. Mais de 100 refugiados fugiram pela fronteira para  a Guiana Francesa, que se tornou um destino para outros refugiados à medida que a guerra avançava. A Corte Interamericana de Direitos Humanos  condenou o governo a pagar milhões de dólares (EUA) como indenização aos 130 sobreviventes do ataque à aldeia.

### Atividades pós-guerra
O governo e Brunswijk negociaram um cessar-fogo em 21 de julho de 1989 em  Kourou que incluía a conversão do Jungle Commando em uma parte regular do Exército do Suriname, com a responsabilidade de patrulhar seu território interior tradicional. O governo também prometeu empregos para os quilombolas na prospecção de ouro e silvicultura, já que eles estavam isolados de muitas indústrias em desenvolvimento. Em 8 de agosto de 1992, um tratado de paz final foi assinado.
A Holanda processou Brunswijk e Bouterse à revelia por tráfico de drogas, e os dois homens foram condenados. Brunswijk foi condenado à revelia na Holanda a oito anos de prisão por contrabando de cocaína por um tribunal holandês em Haarlem, apesar de várias testemunhas contestarem as acusações. Brunswijk apelou da decisão com base em provas insuficientes. Em 2000, ele foi condenado a seis anos de apelação. Existe, desde julho de 2020, um mandado de prisão da Interpol contra ele.
Em dezembro de 2007, Brunswijk e Paul Somohardjo agrediram Rashied Doekhi, um membro do partido de Desi Bouterse, no parlamento do Suriname depois que Doekhi agrediu Brunswijk e Somohardjo, então presidente do parlamento do Suriname. O evento foi transmitido ao vivo pela televisão.
Brunswijk era dono da Robruns NV, uma mineradora de ouro. De acordo com um Parbode, Brunswijk possuía seis concessões de ouro em 2012. Em julho de 2020, Brunswijk transferiu a propriedade das concessões de ouro para uma fundação a fim de se qualificar para a vice-presidência.

## Carreira futebolística

### Administração
Depois de terminar seu tempo de guerrilha, foi dedicada ao financiamento, comprou uma ilha no Rio Maroni e tornou-se presidente da liga SVB Inter Moengotapoe. Sob a liderança de Brunswijk neste campeonato conseguiu ser campeão da Série Caribe em 2006-2007 e 2007-2008. O tribunal disciplinar suspendeu por cinco anos o Suriname por sua conduta durante um jogo de futebol em 2005, ainda não proferiu a sentença.
Brunswijk também é jogador do Inter Moengotapoe. Em 2002, Brunswijk construiu um estádio de futebol em  Moengo, que ele chamou de Ronnie Brunswijkstadion. O comitê disciplinar da Associação de Futebol do Suriname o suspendeu por cinco anos porque ele ameaçou alguns jogadores com uma arma durante uma partida em 2005. A suspensão foi retirada por falta de provas. Em junho de 2012, Brunswijk foi suspenso por um ano por se comportar de forma violenta com o árbitro e um jogador em uma partida de futebol.

### Carreira de jogador
Em 21 de setembro de 2021, Brunswijk jogou pelo Inter Moengotapoe (clube de sua propriedade) como titular na primeira mão das oitavas de final da Liga CONCACAF de 2021 contra o CD Olimpia, de Honduras. Ele jogou por 54 minutos e completou 14 das 17 tentativas de passes antes de ser substituído no segundo tempo por seu filho Damian Brunswijk durante a derrota em casa por 6-0. Ele fez história ao se tornar o jogador mais velho a jogar em uma competição internacional de clubes, aos 60 anos e 198 dias. Ele vestiu a camisa 61 em homenagem ao ano em que nasceu e foi o capitão do time durante a partida.

## Político
Brunswijk no leste do Suriname goza de prestígio e respeito, conhecido como Robin Hood. Portanto, o partido político formado Aliança Popular para o Progresso, que nas eleições de 2005 obteve um assento na assembleia. Nas eleições de 25 de maio de 2010, a Aliança conseguiu 30.804 votos, de um total de 20%, alcançando seis assentos na assembleia. Dési Bouterse, um antigo inimigo político e que a eleição tinha sido o primeiro, uma coalizão pediu para obter os 2/3 dos assentos. Nas eleições de montagem de 9 de julho daquele ano, Bouterse tomou a presidência e Brunswijk obteve uma posição em seu gabinete.

## Olimpia x Inter Moengotapoe
Durante a partida entre  o Club Deportivo Olimpia contra o Inter Moengotapoe do Suriname pela Liga Concacaf, um fato inusitado ocorreu quando Roonie Brunswijk, de 60 anos e 198 dias, entrou como titular, tornando-se assim o jogador mais antigo da história do futebol a participar de um torneio internacional. Jogou 54 minutos da partida em que o Olimpia venceu por 6 a 0. Após a partida, vazou um vídeo online que mostrava Brunswijk pagando jogadores do Olimpia após a partida, suspeitando de especialistas que Brunswijk se envolveu em  manipulação de resultados.

## Vice-presidência
Em 13 de julho de 2020, Ronnie foi eleito vice-presidente de seu país, juntamente com Chan Santokhi (Presidente). Ambos foram empossados em 16 de julho do mesmo ano em uma cerimônia com restrições ao público devido a Pandemia de COVID-19.